# Henny Seroeyen
Henny Gerard Seroeyen (Lommel, 27 juni 1983) is een Belgisch model en acteur.

## Biografie
Sinds 1996 is Henny Seroeyen actief als model en heeft hij gewerkt voor merken als Emporio Armani, Nicky Vankets en Victor Tung Couture. In 2014 stond hij in de finale van de Mister Coca-Cola light-verkiezing, waarbij een nieuw gezicht voor de reclamecampagne werd gezocht.
Sinds maart 2016 speelt Seroeyen een hoofdrol in de VTM-serie Echte Verhalen: De Buurtpolitie als verkeersinspecteur, en later als inspecteur in een speciale interventie-eenheid, Robin Verhaegen. Eerder speelde hij al gastrollen in Familie en Danni Lowinski, en was hij te zien in enkele reclamespotjes.
In oktober 2014 trouwde Seroeyen met zijn partner. In 2021 besloot het stel uit elkaar te gaan.